# Stanisław Rydarowski
Stanisław Szymon Rydarowski (ur. 7 października 1892 w Bochni, zm. 9/11 kwietnia 1940 w Katyniu) – major sanitarny magister Wojska Polskiego.

## Życiorys
Syn Stanisława i Józefy z Glińskich urodzony w Bochni, ówczesnym mieście powiatowym Królestwa Galicji i Lodomerii. Był członkiem Związku Strzeleckiego. 16 sierpnia 1914, jako student II roku został przyjęty do Legionów Polskich . Służył jako sierżant rachunkowy w 9. kompanii III baonu 3 Pułku Piechoty . W listopadzie 1918 został przyjęty do Wojska Polskiego. 18 marca 1919 został mianowany z dniem 1 marca 1919 podporucznikiem gospodarczym. W tym samym roku pełnił służbę w Ministerstwie Spraw Wojskowych w Warszawie.
W latach 1923–1924 pełnił służbę w Kierownictwie Rejonu Intendentury Katowice, pozostając oficerem nadetatowym Okręgowego Zakładu Gospodarczego w Krakowie. W kwietniu 1928 został przeniesiony z kadry oficerów służby intendentury (Rejonowy Zakład Żywnościowy Katowice) do kadry Departamentu Piechoty MSWojsk. z równoczesnym przydziałem do Powiatowej Komenda Uzupełnień Gródek Jagielloński na stanowisko kierownika II referatu poborowego. Z dniem 20 marca 1931 został przeniesiony do 6 Batalionu Sanitarnego we Lwowie na stanowisko płatnika, a w październiku tego roku przeniesiony do 4 Szpitala Okręgowego w Łodzi na stanowisko zastępcy kwatermistrza. W 1932 pełnił służbę w Kadrze Zapasowej 4 Szpitala Okręgowego w Łodzi. W tym samym roku uzyskał dyplom magistra praw na Uniwersytecie Jagiellońskim w Krakowie. Na stopień majora został mianowany ze starszeństwem z 19 marca 1939 i 1. lokatą w korpusie oficerów zdrowia, grupa sanitarna. W tym samym miesiącu pełnił służbę w Szpitalu Garnizonowym w Radomiu na stanowisku pomocnika komendanta do spraw gospodarczych.
W czasie kampanii wrześniowej 1939 dostał się do sowieckiej niewoli. Przebywał w obozie w Kozielsku. Między 9 a 11 kwietnia 1940 został zamordowany przez funkcjonariuszy NKWD w Katyniu i tam pogrzebany. Od 28 lipca 2000 spoczywa na Polskim Cmentarzu Wojennym w Katyniu.
5 października 2007 minister obrony narodowej Aleksander Szczygło mianował go pośmiertnie na stopień podpułkownika. Awans został ogłoszony 9 listopada 2007, w Warszawie, w trakcie uroczystości „Katyń Pamiętamy – Uczcijmy Pamięć Bohaterów”.
Stanisław Rydarowski był żonaty z Olgą ze Stableckich, z którą miał córkę.

## Ordery i odznaczenia
- Krzyż Niepodległości (9 listopada 1931)[17]
- Krzyż Walecznych (czterokrotnie)[18]
- Srebrny Krzyż Zasługi[13]